# 慶親王内閣
慶親王内閣（けいしんのうないかく）は清朝の宣統3年4月10日（1911年5月8日）に成立し、同年の9月11日 （11月1日）に解散した中国史上最初の内閣。内閣総理大臣慶親王奕劻が組閣したが、閣僚の多くが皇族で占められていたため「皇族内閣」と揶揄された。

## 概要

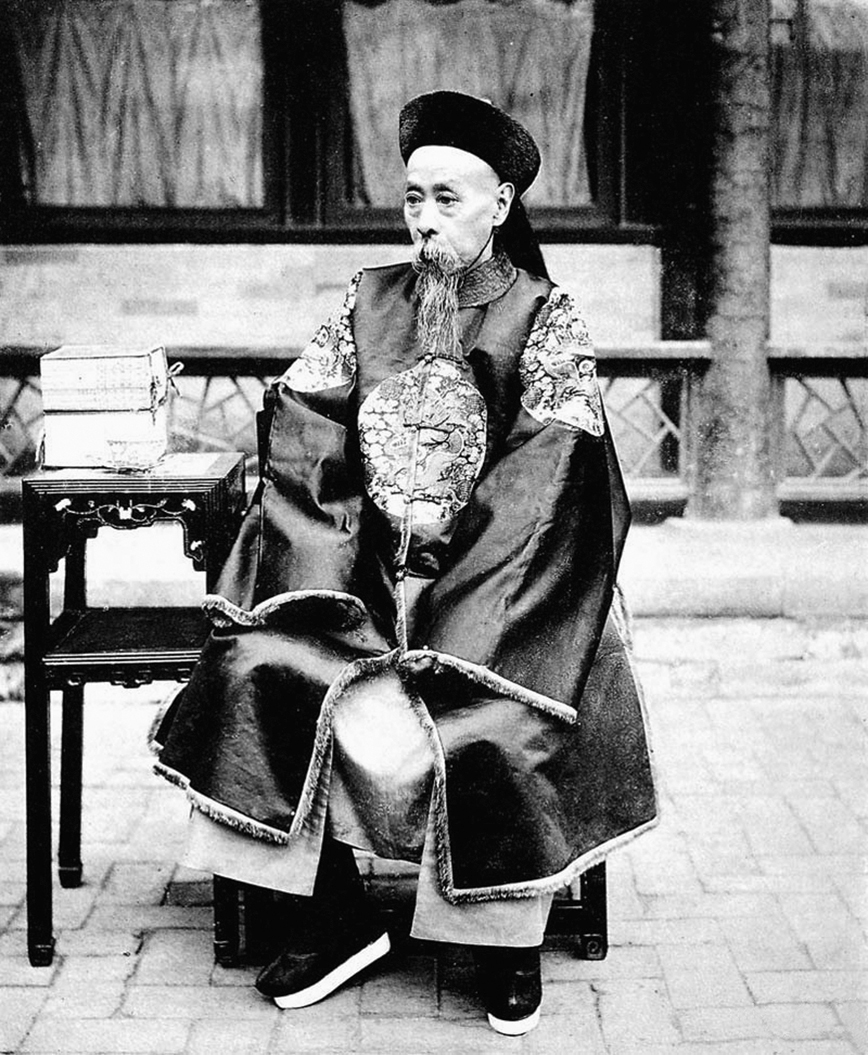
愛新覚羅奕劻

1911年5月8日、清政府は軍機処の撤廃と内閣制度の発足を宣言して内閣総理大臣と諸大臣を任命し、同日内閣官制と内閣弁事暫行章程（暫定版内閣執務規定）を公布した。しかし初めて運用する内閣制度に清政府は慎重であり、『内閣官制』は施行されず、内閣は暫定版である『内閣弁事暫行章程』を根拠に成立した。
また、軍事上の問題については内閣（陸・海軍部）の管掌から外され、皇帝直轄の軍諮府（後の総参謀部）大臣である載濤が担当した。

## 内閣構成員
内閣の総理大臣・閣僚は下記のとおり。特に説明が無い限りは1911年5月8日（宣統3年4月10日）に任命され、11月1日（宣統3年9月1日）の内閣瓦解と共に解任された。日付は全てユリウス暦。
|          | 職名         | 氏名             | 所属       | 備考                                             |
| -------- | ------------ | ---------------- | ---------- | ------------------------------------------------ |
| 国務大臣 | 内閣総理大臣 | 慶親王奕劻       | 満人・宗室 |                                                  |
| 国務大臣 | 内閣協理大臣 | 那桐             | 満人       | 同時就任                                         |
| 国務大臣 | 内閣協理大臣 | 徐世昌           | 漢人       | 同時就任                                         |
| 国務大臣 | 外務大臣     | 梁敦彦           | 漢人       |                                                  |
| 国務大臣 | 民政大臣     | 粛親王善耆       | 満人・宗室 | 8月15日に理藩大臣に異動                          |
| 国務大臣 | 民政大臣     | 桂春             | 満人       | 9月4日から臨時代行                               |
| 国務大臣 | 民政大臣     | 趙秉鈞           | 漢人       | 10月30日任命                                     |
| 国務大臣 | 度支大臣     | 鎮国公載澤       | 満人・宗室 |                                                  |
| 国務大臣 | 学務大臣     | 唐景崇           | 漢人       |                                                  |
| 国務大臣 | 陸軍大臣     | 廕昌             | 満人       |                                                  |
| 国務大臣 | 海軍大臣     | 貝勒載洵         | 満人・宗室 |                                                  |
| 国務大臣 | 司法大臣     | 紹昌             | 満人・覚羅 |                                                  |
| 国務大臣 | 農工商大臣   | 貝子加貝勒銜溥倫 | 満人・宗室 |                                                  |
| 国務大臣 | 郵伝大臣     | 盛宣懐           | 漢人       | 10月26日解任                                     |
| 国務大臣 | 郵伝大臣     | 唐紹儀           | 漢人       | 10月26日任命。未着任で郵伝部右侍郎の呉郁生が代行 |
| 国務大臣 | 理藩大臣     | 寿耆             | 満人・宗室 | 8月15日に免職                                    |
| 国務大臣 | 理藩大臣     | 粛親王善耆       | 満人・宗室 | 8月15日に任命                                    |
| 都察院   | 都御史       | 張英麟           | 漢人       |                                                  |
| 弼徳院   | 院長         | 陸潤庠           | 漢人       | 7月10日解任                                      |
| 弼徳院   | 院長         | 栄慶             | 漢人       | 7月10日任命                                      |
| 弼徳院   | 副院長       | 栄慶             | 漢人       | 7月10日に院長に任命                              |
| 弼徳院   | 副院長       | 鄒嘉来           | 漢人       | 7月10日任命                                      |
| 典礼院   | 掌院学士     | 李殿林           | 漢人       | 7月20日に礼部が典礼院に改められて任命される      |
| 典礼院   | 副掌院学士   | 郭曽炘           | 漢人       | 7月20日に礼部が典礼院に改められて任命される      |

上記の表の通り、皇族と満州人が重要閣僚ポストを独占しており、6人いる漢人出身の国務大臣は副首相に相当する内閣協理大臣に任じられた徐世昌以外の5人は何ら実権の無い名誉職であった。この組閣の失敗については、一般的に摂政王の載灃の責任が大きいとされる。

## 内閣属官
宣統3年5月27日（1911年6月23日）清朝廷は下記の内閣の属官人事を認可した。
- 閣丞：華世奎
- 承宣庁
  - 庁長：趙廷珍
  - 副庁長：英秀（満人）
- 制誥局
  - 局長：楊寿枢
  - 副局長：裕隆（満人）
- 叙官局
  - 局長：宝銘（宗室）
  - 副局長：張鍇
- 統計局
  - 局長：楊度
  - 副局長：張国淦（11月20日（1912年1月8日）辞任）
- 印鋳局
  - 局長：陸宗輿（9月3日（1911年10月24日）休職により黄瑞麒が代行。10月6日（1911年11月26日）解任。欧陽熙が兼務で代行。）
  - 副局長：黄瑞麒（9月3日（1911年10月24日）局長を代行し、その間 礼部侍郎欧陽熙が臨時で代行。10月6日（1911年11月26日）解任。欧陽熙が副局長・局長代行に任命される。
- 法制院
  - 院使：李家駒（11月20日（1912年1月8日）に辞任し、大理寺少卿の劉若曽が代行。）
  - 副使：章宗祥（11月20日（1912年1月8日）に辞任し、参議の呉廷燮が代行。）
- 参議：呉廷燮（11月20日（1912年1月8日）法制院副使を代行）、林炳章、徐宗溥、阮忠枢（12月15日（1912年2月2日）郵伝大臣を代行）[1]

## 影響
慶親王内閣は辛亥革命の波に対処できずに瓦解し、革命勢力を抑え得るだけの力を持つと目された袁世凱が次の内閣を組閣する。また、待望の内閣が蓋を開けてみるとこれまでと変わり映えのしない皇族内閣だったことは立憲派と国内世論を失望させ、清朝には立憲君主制に移行する気が無いものとみなした国民を革命運動に傾倒させる一因となった。

## 書籍
- 謝彬 (1924年). 民國政黨史. 上海學術研究會叢書部. ISBN 978-7-101-05531-3